# Île de la Grande Barrière
L'île de la Grande Barrière (en anglais : Great Barrier Island), ou Aotea en maori, est une île de Nouvelle-Zélande située dans le golfe de Hauraki, à environ 90 kilomètres au nord-est de la région d'Auckland. S'étendant sur 285 kilomètres carrés, elle est la seconde plus grande île du pays hormis les îles principales du Nord et du Sud. Son plus haut point, le Mont Hobson (en), s'élève à 621 mètres. 
Les Maoris appelaient l'île « Motu Aotea », c'est-à-dire « île [du] nuage blanc ». L'île reçut son nom européen du capitaine Cook, du fait qu'elle faisait une barrière protégeant le golfe de Hauraki de la houle de l'océan Pacifique.
Bien qu'elles soient difficile d'accès, les forêts de kauri de l'île furent autrefois exploitées par l'industrie forestière. Environ 850 personnes y vivent aujourd'hui vivant principalement de l'agriculture et du tourisme.

## Géographie
S'étendant sur 285 km2, l'île de la Grande Barrière est la sixième plus grande de Nouvelle-Zélande après les îles du Sud, du Nord, Stewart, Chatham, et d'Auckland. Son plus haut pic est le mont Hobson (en maori « Hirakimata »), à 621 m.
Le nom anglophone vient de sa position entre l'océan Pacifique et le golfe de Hauraki. Avec une longueur de 43 km nord-sud, elle protège le golfe des tempêtes sur le Pacifique. C'est de par cette position que ses deux côtes ont des géographies très différentes : à l'est on trouve de longues plages de sable et des houles parfois violentes, et à l'ouest des centaines de petites baies reconnues être de bons endroits pour faire de la natation ou de la voile.
On entre dans le golfe de Hauraki par les détroits de part et d'autre de l'île. Le détroit de Colville sépare la pointe sud de l'île, le cap Barrier, du cap Colville (en) de la pointe nord de la péninsule Coromandel. Le détroit de Cradock (en) sépare le nord de l'île de la Petite Barrière à l'ouest.

## Histoire

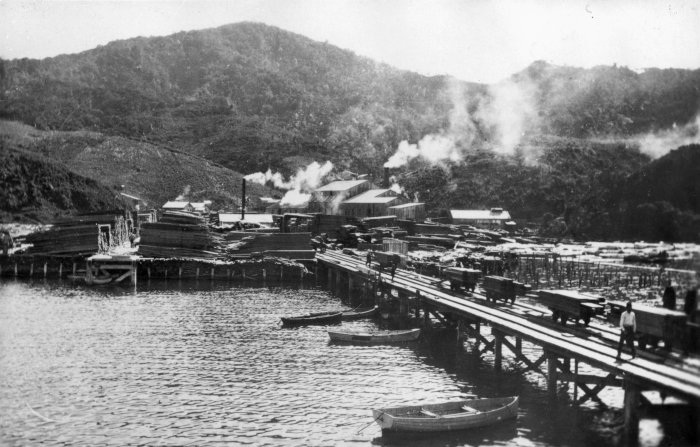
Une scierie à Whangaparapara vers 1910

L'industrie forestière exploita les kauri de l'île depuis les premières années de la colonisation britannique. Les forêts de kauri étant à l'intérieur et difficile d'accès, on fit construire des « barrages » pour amener les rondins à la côte : les rondins attendaient derrière les barrages jusqu'à ce que l'eau ait suffisamment monté (cela pouvait prendre jusqu'à une année) ; à ce moment donné, on ouvre une sorte de trappe pour laisser tomber les rondins, qui flottent jusqu'à la côte, emportés par la rivière. L'industrie forestière coupera une grande partie de la forêt vierge; la plupart de la végétation aujourd'hui visible date de l'abandon de l'abattage de kauri. Il reste quelques kauri dans l'extrême-nord de l'île.
On y faisait également du gum-digging et il existait une petite industrie minière.
L'extrême-nord de l'île vit le naufrage du SS Wairarapa (en) en 1894. C'est l'un des plus grands naufrages de l'histoire de la Nouvelle-Zélande ; 135 personnes y perdront leur vie. Un service de poste par pigeon voyageur est alors installé, le premier message étant envoyé le 14 mai 1897. On fait des timbres postaux pour l'île d'octobre 1898 jusqu'en 1908, quand un câble relie pour la première fois l'île à l'île du Nord, ce qui rend la poste par pigeon voyageur obsolète.
L'île ne fut jamais beaucoup colonisée pour l'agriculture, malgré le fait qu'elle soit sur le chemin des navires allant à Auckland, et la population locale n'augmente que lentement. Aujourd'hui la plus grande partie des revenus de l'île vient de personnes travaillant à Auckland ou plus loin, ou du tourisme. Le prix de l'immobilier a toutefois monté à cause de l'intérêt grandissant pour les maisons d'été dans la région d'Auckland.

## Population
L'île de la Grande Barrière a une population permanente d'environ 850 personnes, concentrées surtout sur la côte dans des villages comme Tryphena (le plus grand établissement de l'île, au sud), et Okupu, Whangaparapara, Port Fitzroy, Claris et Kaitoke. Il n'y a pas de centrale électrique sur l'île, donc chaque maison a son générateur.
La population a sensiblement diminué dans les dernières années quoique le prix de l'immobilier y a augmenté, particulièrement à Kaitoke dû à sa proximité aux longues plages de sable blanc et les sources chaudes. C'est une petite destination touristique, l'île étant trop difficile d'accès pour permettre beaucoup de monde d'y aller.
Début 2007 l'île fut choisie pour la saison 2007 de l'émission de télé-réalité britannique Castaway, qui y sera tournée pendant trois mois.

## Transport

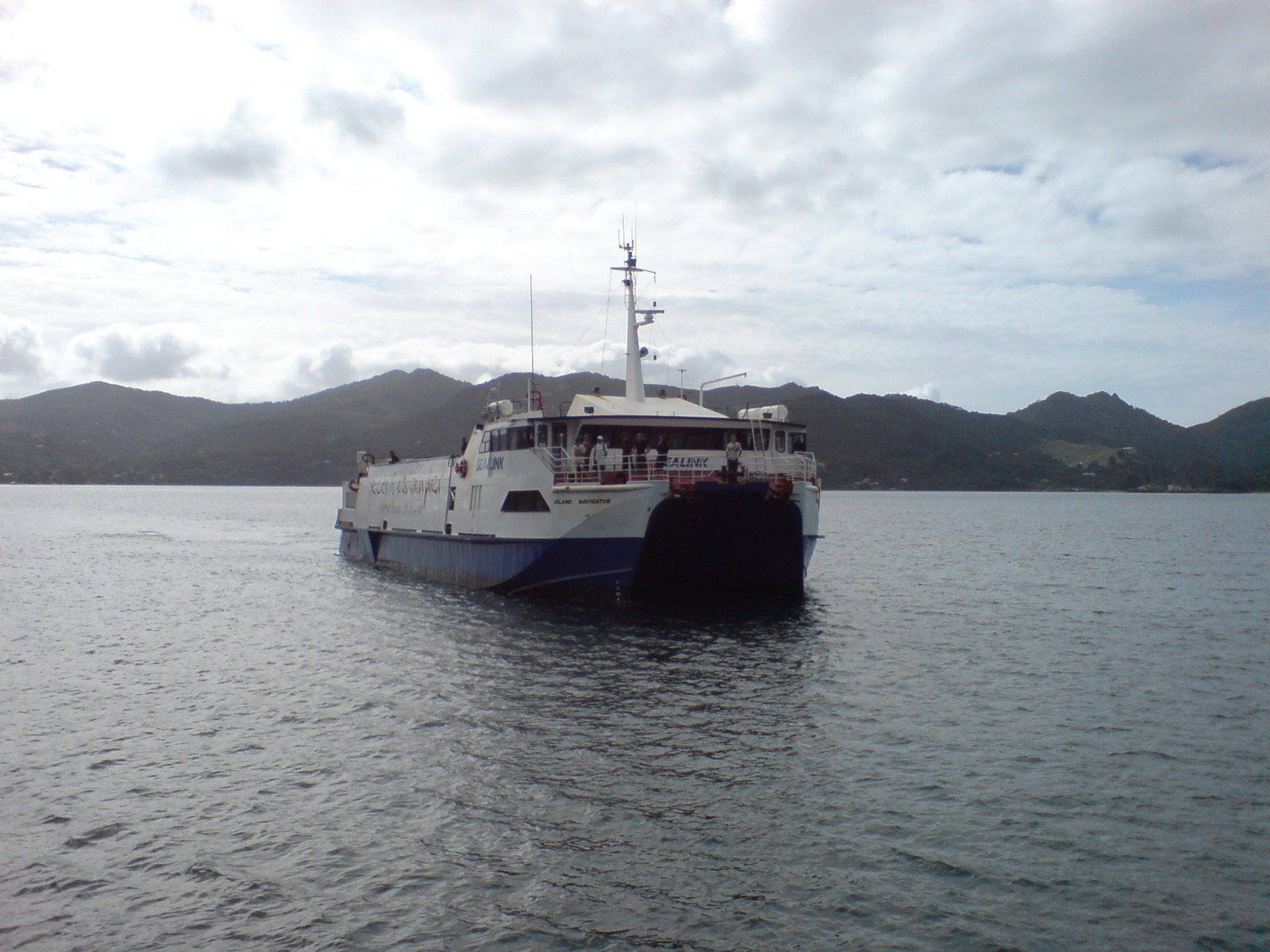
Ferry arrivant à Tryphena

Il y a des aérodromes à Claris et à Okiwi, qui lient l'île avec l'aéroport international d'Auckland et l'aérodrome du North Shore. Les vols durent environ 30 minutes.
Il y a un service de ferry faisant des aller-retour entre Tryphena et Auckland, navigation durant 4 heures 30.

## Institutions
Il y a trois écoles primaires sur l'île mais aucune école secondaire ; les enfants ayant fini leur éducation primaire poursuivent alors leurs études ailleurs en Nouvelle-Zélande ou par la Correspondence School nationale.
Quoique faisant officiellement partie de la ville d'Auckland, la vie y est moins régulée de par son isolement, comme c'est le cas pour d'autres îles du golfe de Hauraki. Par exemple, tout service de transport opérant uniquement dans les îles de la Grande Barrière, Chatham, ou Stewart est exempt de la section 70C du Transport Act 1962 (régissant le devoir de la part du conducteur de maintenir des carnets de route) ; ils sont toutefois obligés de faire état de leurs heures de travail de quelque manière que soit de par la section 70B.